# Bulbophyllum bigibbum
Bulbophyllum bigibbum là một loài phong lan thuộc chi Bulbophyllum.